# L'Hiver sous la table

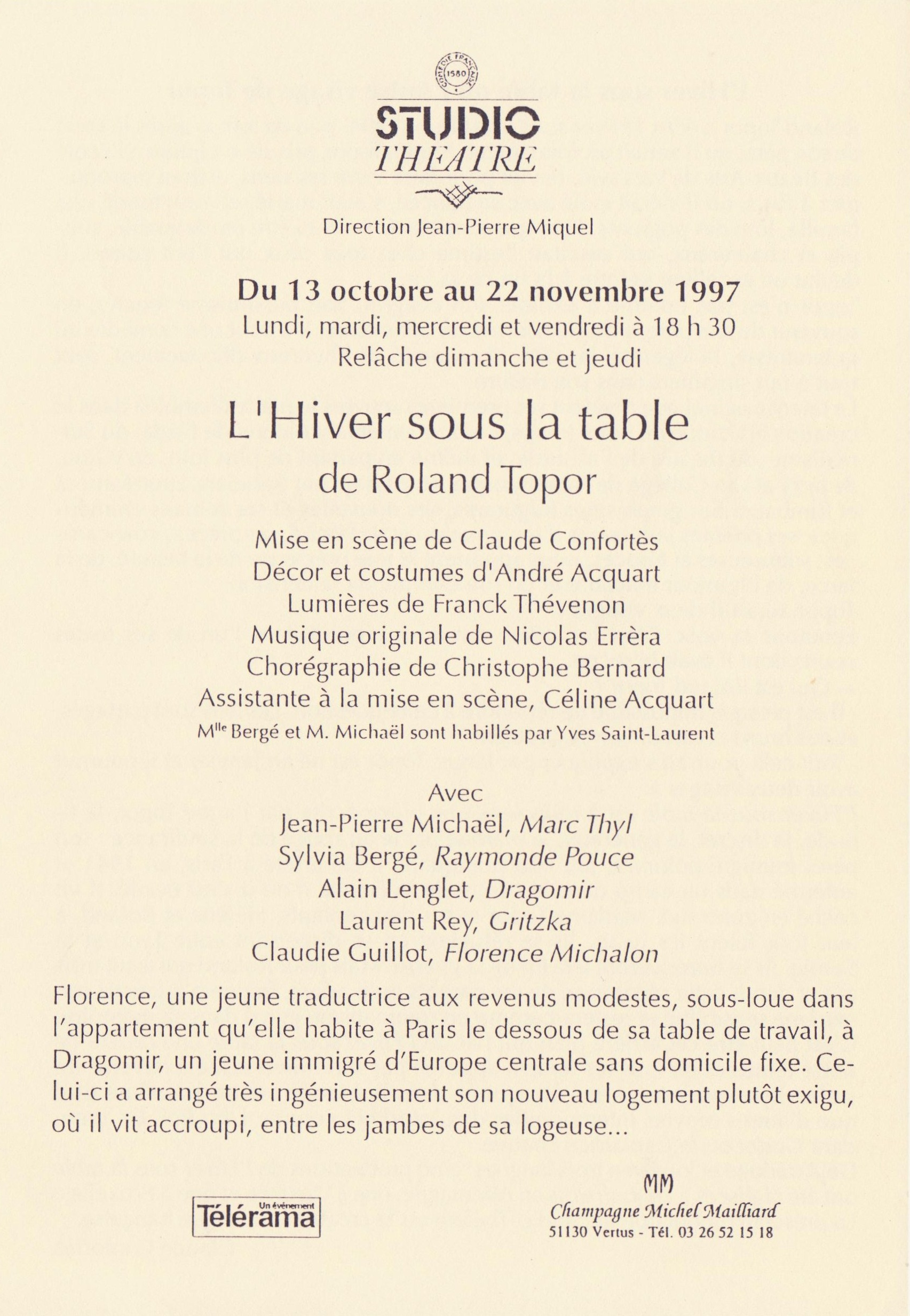

L'Hiver sous la table est une pièce de théâtre française de Roland Topor, créée en septembre 1994 au Nationaltheater de Mannheim, en Allemagne. Elle fut ensuite jouée aux Pays-Bas en 1995 puis en Pologne en 1996. Au Théâtre Flamand de Bruxelles, en 1997, Topor met lui-même en scène et signe le décor ainsi que les costumes. Après son décès la pièce est créée à Paris au Studio Théâtre de la Comédie-Française, dans une mise en scène de Claude Confortès, avec Claudie Guillot dans le rôle de Florence Michalon et Alain Lenglet dans le rôle de Dragomir. Reprise en 2004, elle est jouée au théâtre de l'Atelier à Paris, dans une mise en scène de Zabou Breitman, avec Isabelle Carré et Dominique Pinon dans les rôles principaux.

## Argument
L'Hiver sous la table a pour personnages principaux Florence Michalon, charmante traductrice fauchée, et Dragomir, alias Drago, son « voisin » encore plus fauché, immigré clandestin venu de l'Est et sympathique cordonnier. Tout serait normal, donc, si ce n'est le type de « voisinage » : en effet, la demoiselle sous-loue son dessous de table à Dragomir.

## La version 2004 (mise en scène: Zabou Breitman)

### Interprètes
- Isabelle Carré : Mlle Florence Michalon
- Dominique Pinon : Dragomir
- Liviu Badiu : Gritzka, le compatriote et ami de Dragomir, violoniste
- Guilaine Londez : Raymonde, l'amie de Florence
- Éric Prat : Marc, l'éditeur amoureux de Florence

### Récompenses
- Cérémonie des Molières 2004 : 
  - Molière du meilleur spectacle de théâtre privé
  - Molière du meilleur metteur en scène (Zabou Breitman)
  - Molière de la meilleure comédienne (Isabelle Carré)
  - Molière du meilleur comédien (Dominique Pinon)
  - Molière du meilleur décorateur-scénographe (Jacques Gabel)
  - Molière du meilleur créateur de lumières (André Diot)

## Remarques
- Il l'a écrite à la mort de son père[réf. nécessaire], artiste immigré polonais, qui était devenu maroquinier à Paris pour faire vivre sa famille.
- Un mot de la langue de Dragomir est particulièrement difficile à traduire : le mot « trom », qui est évoqué à plusieurs reprises au cours de la pièce.
- Le cadeau fétiche de Dragomir pour Florence est le « jardin japonais » (miniature).
- Marc, l'éditeur, offre à Florence des chocolats (ronds) : elle succombe à son péché mignon.
- Il existe un DVD de cette pièce (de la version 2004 de Zabou Breitman), sorti en 2005.

## Adaptations
- En 2005, la pièce est adaptée en Espagne sous le titre Invierno bajo la mesa avec l'actrice Lorena Berdún[6].